# 新利亚达
新利亚达（羅馬化：Novaya Lyada）是俄罗斯坦波夫州坦波夫区唯一的一座市级镇。地处坦波夫州中部，位于伏尔加河流域利亚达河（Ляда）畔，在区行政中心及州府坦波夫东侧。连接坦波夫与萨拉托夫的R208公路经过该镇。
该地2022年人口有4,559人；2010年人口5,207；2002年人口4,997；1989年人口4,820。